# Currie Cup 1932
La Currie Cup de 1932 fue la decimoséptima edición del principal torneo de rugby provincial de Sudáfrica.
El torneo fue compartido entre Western Province y Border al finalizar empatados en puntaje al final del torneo.

## Sistema de disputa
El torneo se disputó en formato liga donde cada equipo se enfrentó a los equipos restantes, obteniendo 2 puntos por victoria, 1 por empate y 0 por la derrota.

## Clasificación
| Pos. | Equipo                  | Encuentros | Encuentros | Encuentros | Encuentros | Tantos | Tantos | Tantos | Puntos |
| Pos. | Equipo                  | PJ         | PG         | PE         | PP         | F      | C      | Dif    | Puntos |
| ---- | ----------------------- | ---------- | ---------- | ---------- | ---------- | ------ | ------ | ------ | ------ |
| 1.º  | Western Province        | 7          | 6          | 0          | 1          | 159    | 26     | +133   | 12     |
| 1.º  | Border                  | 7          | 6          | 0          | 1          | 81     | 37     | +44    | 12     |
| 3.º  | Transvaal               | 7          | 5          | 0          | 2          | 84     | 40     | +44    | 10     |
| 4.º  | Orange Free State       | 7          | 4          | 0          | 3          | 69     | 67     | +2     | 8      |
| 5.º  | Griqualand West         | 7          | 3          | 0          | 4          | 59     | 108    | -49    | 6      |
| 6.º  | Eastern Province        | 7          | 2          | 0          | 5          | 54     | 61     | -7     | 4      |
| 7.º  | South Western Districts | 7          | 1          | 0          | 6          | 53     | 141    | -88    | 2      |
| 8.º  | Natal                   | 7          | 1          | 0          | 6          | 50     | 129    | -79    | 2      |

## Campeón
| Bandera de Sudáfrica     |
| Campeón Western Province |
| Décimo cuarto título     |

| Bandera de Sudáfrica |
| Campeón Border       |
| Primer título        |